# Kanton Beausoleil
Der Kanton Beausoleil ist ein französischer Wahlkreis im Département Alpes-Maritimes in der Region Provence-Alpes-Côte d’Azur. Er umfasst sieben Gemeinden im Arrondissement Nizza und hat sein bureau centralisateur in Beausoleil. Im Rahmen der landesweiten Neuordnung der französischen Kantone wurde er im Frühjahr 2015 erheblich erweitert.

## Gemeinden
Der Kanton besteht aus sieben Gemeinden mit insgesamt 32.411 Einwohnern (Stand: 1. Januar 2022) auf einer Gesamtfläche von 30,03 km²:
| Gemeinde              | Einwohner 1. Januar 2022 | Fläche km² | Dichte Einw./km² | Code INSEE | Postleitzahl |
| --------------------- | ------------------------ | ---------- | ---------------- | ---------- | ------------ |
| Beaulieu-sur-Mer      | 3.835                    | 0,95       | 4.037            | 06011      | 06310        |
| Beausoleil            | 12.430                   | 2,79       | 4.455            | 06012      | 06240        |
| Cap-d’Ail             | 4.491                    | 2,04       | 2.201            | 06032      | 06320        |
| Èze                   | 2.155                    | 9,47       | 228              | 06059      | 06360        |
| La Turbie             | 3.012                    | 7,42       | 406              | 06150      | 06320        |
| Saint-Jean-Cap-Ferrat | 1.476                    | 2,48       | 595              | 06121      | 06230        |
| Villefranche-sur-Mer  | 5.012                    | 4,88       | 1.027            | 06159      | 06230        |
| Kanton Beausoleil     | 32.411                   | 30,03      | 1.079            | 0604       | –            |

Vor der Neuordnung gehörten zum Kanton nur die Gemeinde Beausoleil mit ihrer Fläche von 2,79 km². Er besaß vor 2015 außerdem den INSEE-Code 0603.

## Politik
| Vertreter im Départementsrat | Vertreter im Départementsrat | Vertreter im Départementsrat |
| Amtszeit                     | Namen                        | Partei                       |
| ---------------------------- | ---------------------------- | ---------------------------- |
| 2015–                        | Xavier Beck Sabrina Ferrand  | UD                           |